# 956
956 (CMLVI) je bilo prestopno leto, ki se je po julijanskem koledarju začelo na torek.

## Dogodki
- 1. januar

## Rojstva
- Naropa, indijski budistični jogi († 1041)
- Akazome Emon, japonska pesnica († 1041)

## Smrti
- 16. junij - Hugo Veliki, grof Pariza (* ok. 898)